# Huangshanlong

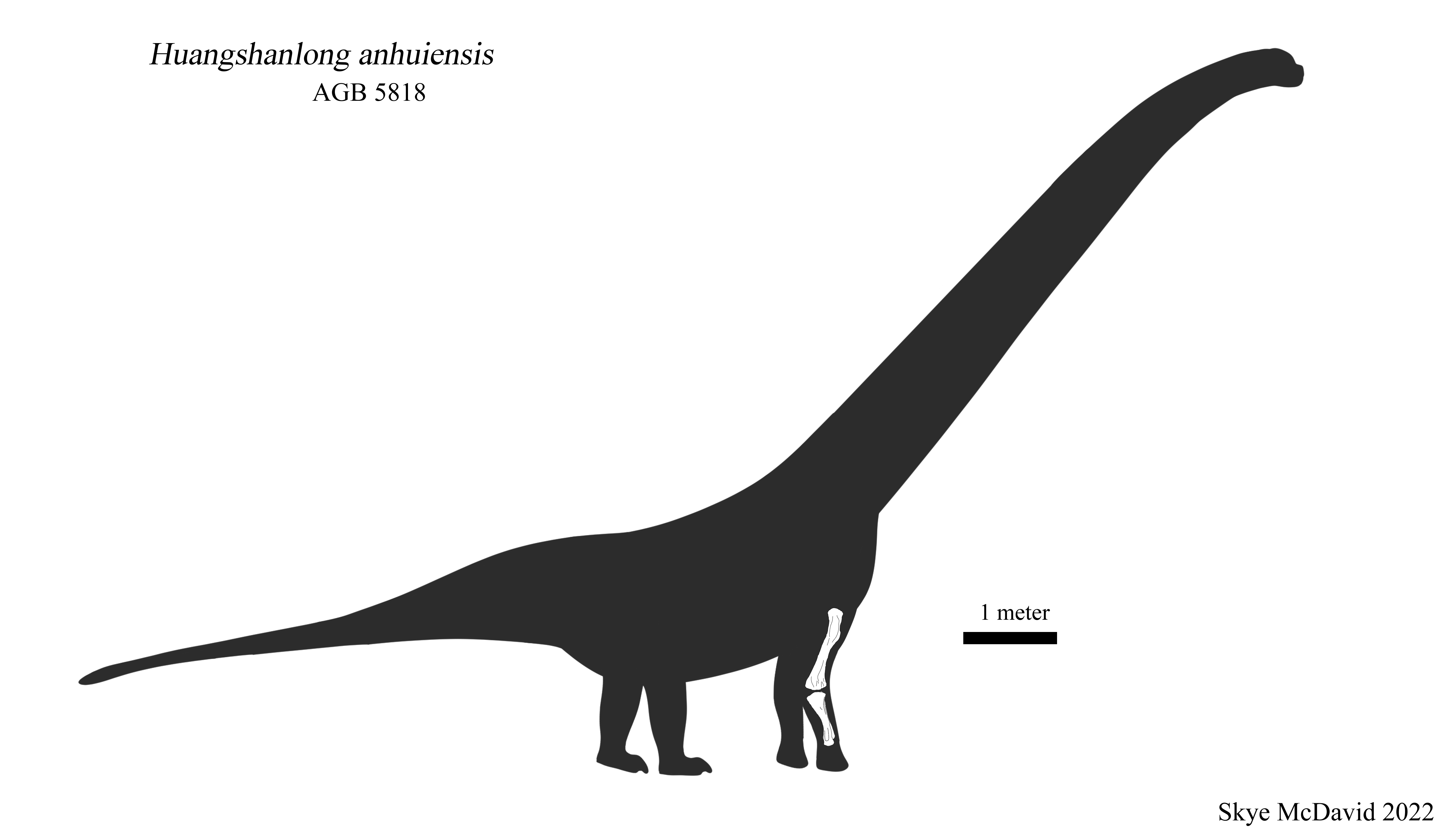
Diagramme squelettique

Huangshanlong anhuiensis
Genre
Espèce
Huangshanlong (signifiant « dragon de Huangshan ») est un genre éteint de dinosaures Mamenchisauridae originaire de la province d'Anhui en Chine. Il contient une seule espèce, Huangshanlong anhuiensis. H. anhuiensis représente, avec Anhuilong et Wannanosaurus, l'un des trois dinosaures trouvés dans la province d'Anhui.

## Découverte et description
L'unique spécimen consiste en un membre antérieur partiel découvert en 2002 lors de la construction de l'autoroute Huihang. Il peut être distingué des autres mamenchisauridés par la combinaison unique suivante de caractéristiques : la longueur transversale de l'extrémité proximale de l'humérus est de 36% de la longueur totale de l'humérus, les processus accessoires sont situés près du milieu du bord crânien de l'extrémité distale de l'humérus, la longueur du radius est de 58% de celle de l'humérus, la longueur du cubitus est égale à deux tiers de celle de l'humérus, l'apophyse craniomédiale de l'extrémité proximale du cubitus est plus longue que l'apophyse craniolatérale, des crêtes se développent sur les faces crâniale, caudomédiale et caudolatérale de la partie distale du cubitus.

## Classification
Ren et al. (2018) retrouvent Huangshanlong comme sœur d'Anhuilong et d'Omeisaurus dans un clade au sein des Mamenchisauridae exclusif des autres mamenchisauridés.